# ولا ویل
وُلا ویل (انگلیسی: Vola Vale؛ ‏ ۱۲ فوریهٔ ۱۸۹۷ – ۱۷ اکتبر ۱۹۷۰) بازیگر اهل ایالات متحده آمریکا بود. او کارش را با بازی در تئاترهای غیرحرفه‌ای آغاز کرد و از سال ۱۹۱۶ وارد سینما شد و در فیلم‌های تولیدی بایوگراف نقش‌آفرینی نمود.
از فیلم‌هایی که وی در آن‌ها نقش داشته‌است، می‌توان به چه اهمیتی داره؟ و شبح اپرا اشاره نمود.